# Una per tutte
Una per tutte (Une pour toutes) è un film del 1999 diretto da Claude Lelouch.